# چکدرمه
چکدرمه یا Chekdermeh یک غذای سنتی ترکمنی است که بیشتر از هزار سال قدمت دارد که با پخت همزمان برنج، گوشت [معمولاً گوسفند]، رب گوجه یا گوجه و پیاز به همراه روغن، آب و افزودنی‌هایی مانند نمک و فلفل به دست می‌آید. این غذا تا حدی به استامبولی پلو شباهت دارد.
این غذا به‌طور سنتی در نوعی دیگ چدنی به نام قازان تهیه می‌شود. ابتدا تکه‌های کوچک گوشت در روغن سرخ می‌شود، سپس پیاز رنده‌شده به آن اضافه و پس از سرخ شدن پیاز، رب گوجه یا گوجه به آن افزوده می‌شود. آن‌گاه آب اضافه می‌شود تا گوشت آب‌پز شود، پس از بخار شدن مقداری از آب، برنج اضافه می‌شود، به‌طوری‌که آب یک بند انگشت بالاتر از برنج قرار گیرد، سپس حرارت کم می‌شود تا برنج دم بیاید.
همچنین این غذا در نواحی آستارا و اطراف با نام چغیرتما Chighirtma نیز شناخته می‌شود.

### انواع چکدرمه

#### ۱- چکدرمه گوشت
چکدرمه گوشت معمولاً از گوشت گردن گوسفند که در اصطلاح ترکمنی «اوجه» می‌گویند تهیه می‌شود که خوش طعم‌ترین در نوع چکدرمه گوشت می‌باشد و انواع دیگر چکدرمه گوشت را می‌توان با گوشت گوساله یا گوسفند طبخ نمود.

#### ۲- چکدرمه با گوشت پرنده شکم پر
چکدرمه پرنده شکم پر را می‌توان از انواع پرندگان از جمله انواع اردک، بلدرچین، کبک و … و در کمترین حالت با مرغ طبخ نمود. مطمئنن طبخ با اردک وحشی خوشمزه ترین در نوع چکدرمه به‌شمار می‌رود. در طبخ این نوع از چکدرمه شکم پرنده را می‌توان با آلو برغان، هویج، کشمش، پیاز، ادویه جات مختلف و … پر نمود.

#### ۳- چکدرمه ماهی شکم پر
این نوع چکدرمه که مخصوص فصل سرما به‌شمار می‌رود از خوشمزه‌ترین نوع چکدرمه بشمار می‌رود که با انواع ماهی می‌توان طبخ نمود که چنانچه از ماهی استخوانی مد نظر باشد ماهی کپور بهترین ماهی برای طبخ آن به‌شمار می‌رود چنانچه چکدرمه با ماهی خاویاری (اوزون برون، فیل ماهی، تاس ماهی و …) طبخ گردد در اصطلاح ترکمنی «یاهانا» می‌گویند که طعم و مزه ای بی نظیر را برای شما به ارمغان می‌آورد.
۴- چکدرمه هویج
این چکدرمه بدون گوجه فرنگی یا رب گوجه فرنگی تهیه می‌شود و دران مقدار زیادی هویج در حین پختن به ان ریخته می‌شود این نوع از چکدرمه بیشتر در کشور ترکمنستان رایج می‌باشد.